# Eric Johnstone
Eric Johnstone (nascido em 16 de março de 1995) é um ciclista canadense. Especializado em ciclismo de pista, Johnstone competiu nos Jogos Pan-Americanos de 2015.